# 2 złote 1936 Żaglowiec
2 złote 1936 Żaglowiec – okolicznościowa moneta dwuzłotowa bita w srebrze, wprowadzona do obiegu 23 grudnia 1936 r. rozporządzeniem Ministra Skarbu Eugeniusza Kwiatkowskiego z dnia 10 grudnia 1936 r. (Dz.U. z 1936 r. nr 92, poz. 644), wycofana z obiegu na podstawie rozporządzenia ministrów gospodarki, finansów i spraw wewnętrznych Rzeszy wydanego 22 listopada 1939 r. w okresie Generalnego Gubernatorstwa, według którego monety bite w srebrze w okresie II Rzeczypospolitej należało obowiązkowo wymieniać na pieniądze papierowe.
W niektórych opracowaniach z początku XXI w. jako data wprowadzenia do obiegu dwuzłotówki podawany był 4 stycznia 1937 r, jednak w późniejszych tego samego autora – 23 grudnia 1936 r.
Moneta upamiętniała 15. rocznicę budowy portu w Gdyni.

## Awers
W centralnym punkcie umieszczono godło – orła w koronie, poniżej rok „1936", dookoła napis „RZECZPOSPOLITA POLSKA”.

## Rewers
Na tej stronie monety znajdują się: rysunek żaglowca na wodzie, napis „ 2 ZŁOTE 2”, z lewej strony inicjały projektanta AJ, a prawej strony herb Kościesza – znak mennicy w Warszawie.

## Nakład
Monetę wybito w srebrze próby 750, na krążku o średnicy 22 mm, masie 4,4 grama, z rantem ząbkowanym, według projektu Józefa Aumillera, w Mennicy w Państwowej w Warszawie, w nakładzie 3 918 000 szt. Monetę bito przez dwa lata, bez zmiany daty, w 1937 r. (2 850 000 szt.) oraz 1938 r. (1 068 000 szt.).

## Opis
Dwuzłotówkę bito na podstawie rozporządzenia Prezydenta Rzeczypospolitej Polskiej z 27 sierpnia 1932 r. o zmianie niektórych postanowień rozporządzenia Prezydenta Rzeczypospolitej z dnia 5 listopada 1927 r., definiującego parametry monet:  2, 5, 10 złotych bitych w srebrze próby 750 i masie 2,2 grama przypadających na 1 złoty (Dz.U. z 1932 r. nr 74, poz. 668).
Godło na monecie jest zgodne ze wzorem Godła Rzeczypospolitej Polskiej wprowadzonym 13 grudnia 1927 r. (Dz.U. z 1927 r. nr 115, poz. 980).
Parametry monety są identyczne z parametrami dwuzłotówek wzór 1932 i 1934.
Wzór rysunku awersu i rewersu jest identyczny z tymi dla pięciozłotówki 1936 Żaglowiec.
W literaturze można czasami spotkać się z opiniami, że Józef Aumiller sportretował na monecie Dar Pomorza. W rzeczywistości, ze względu na charakterystyczne ożaglowanie trzeciego masztu, jest to bark, najprawdopodobniej Lwów – polski żaglowiec szkolny.
Razem z pięciozłotówką z żaglowcem z 1936 r. były ostatnimi monetami okolicznościowymi wprowadzonymi do obiegu w II Rzeczypospolitej.

## Wersje próbne
W katalogach podana jest informacja o wybiciu próbnych wersji monety:
- z napisem „PRÓBA” (100 sztuk),
- z większym napisem „PRÓBA” (nieznana liczba sztuk),
- z napisem „PRÓBA”, stemplem lustrzanym (nieznana liczba sztuk),
- dwóch wersji w aluminium.

Istnieje wersja monety wybita stemplem lustrzanym w nakładzie 100 sztuk.